# Kelisia
Kelisia är ett släkte av insekter som beskrevs av Franz Xaver Fieber 1866. Kelisia ingår i familjen sporrstritar.

## Dottertaxa tillKelisia, i alfabetisk ordning[1][2]
- Kelisia axialis
- Kelisia bicarinata
- Kelisia brucki
- Kelisia confusa
- Kelisia contorta
- Kelisia creticola
- Kelisia crocea
- Kelisia curvistilus
- Kelisia emoloa
- Kelisia eragrosticola
- Kelisia escadensis
- Kelisia fallax
- Kelisia fieberi
- Kelisia fuscovittata
- Kelisia gargano
- Kelisia graminicola
- Kelisia guttula
- Kelisia guttulifera
- Kelisia hagemini
- Kelisia halpina
- Kelisia haupti
- Kelisia henschii
- Kelisia holmgreni
- Kelisia irregulata
- Kelisia melanops
- Kelisia minima
- Kelisia monoceros
- Kelisia nervosa
- Kelisia nigripennis
- Kelisia occidentalis
- Kelisia pallidula
- Kelisia pannonica
- Kelisia parvula
- Kelisia pascuorum
- Kelisia perrieri
- Kelisia praecox
- Kelisia punctulum
- Kelisia rezendensis
- Kelisia ribauti
- Kelisia riboceros
- Kelisia sabulicola
- Kelisia salina
- Kelisia sima
- Kelisia snelli
- Kelisia sporobolicola
- Kelisia sulcata
- Kelisia swezeyi
- Kelisia tarda
- Kelisia urbana
- Kelisia vittata
- Kelisia vittipennis
- Kelisia yarkonensis